# Friese deelname aan de Kruistochten
Reeds aan de Eerste Kruistocht zou er een Friese deelname aan de Kruistochten zijn geweest. Hun aanwezigheid is echter alleen in de Vijfde Kruistocht goed merkbaar. Ze namen in bijna alle grote Kruistochten en aan de Reconquista deel. De Friezen werden echter alleen collectief genoemd door geschiedschrijvers. Slechts enkele individuele namen zijn bekend geworden. De Friezen deden voornamelijk dienst op de vloot.

## Kruistochten

### 11e eeuw
De Friezen die deelnamen aan de Eerste Kruistocht, maakten deel uit van het leger dat naar het Heilige Land ging onder leiding van Godfried van Bouillon. Fulcher van Chartres vermeldde dat de Friese taal een van de vele talen was die door de kruisvaarders werd gesproken. Willem van Tyrus, die Fulcher als zijn bron gebruikte, vermeldde dat de Friezen onder leiding van Godfried van Bouillon deelnamen aan de belegering van Antiochië in 1097.
Volgens Albert van Aix was er ook een vloot van piraten, die van Denemarken, Friesland en Vlaanderen afkomstig was. Deze vloot stond onder leiding van Guynemer van Boulogne, die Boudewijn  van Boulogne assisteerde bij Tarsus.

### 12e eeuw
Nadat de kruisvaardersstaat Edessa in 1144 gevallen was, werd een grote troepenmacht samengesteld die bestond uit Denen, Zweden, Schotten, Welsh, Engelsen, Noormannen, Fransen, Vlamingen, Duitsers en Friezen. In 1147 vertrokken zij vanuit Dartmouth (Devon) met een vloot van zo’n 200 schepen via de Straat van Gibraltar naar het Heilige Land. Dit was het begin van de Tweede Kruistocht.
Hoewel er geen verdere vermelding is van Friese deelname, kan worden aangenomen dat de Friezen deelnamen aan de succesvolle belegering van Lissabon in de late zomer, vroege herfst van 1147.
Als onderdeel van de Derde Kruistocht op weg naar het beleg van Akko viel in 1189 een vloot van zo’n 50 schepen, bestaande uit Friezen, Denen, Vlamingen en Duitsers, geassisteerd door een kleine legermacht van het koninkrijk Portugal, Alvor aan. De kruisvaarders waren te hulp geroepen door koning Sancho I van Portugal. Na de herovering werden de islamitische ingezetenen vermoord. Ook Silves werd kort daarop door de Portugezen samen met kruisvaarders heroverd.

### 13e eeuw
Rond 1209 waren er Friezen in het leger van de Albigenzische Kruistocht en rond 1215 namen ze deel aan de Vijfde Kruistocht onder leiding van Olivier van Keulen, waarbij hun een vloot werd beloofd.
Volgens de De itinere Frisonum zeilden ze in het voorjaar van 1217 en ontmoetten ze de kruisvaardersvloot in de Engelse haven van Dartmouth. Van daaruit voeren ze naar Lissabon, waar ze weigerden de Portugezen te helpen de stad Alcácer do Sal in te nemen. Een detachement van de De Friese vloot plunderde vervolgens de door Almohaden gecontroleerde steden Faro, Rota en Cádiz voordat ze verder gingen naar het oosten.
Onder leiding van Willem I, graaf van Holland, arriveerden ze met een leger bestaande uit Vlaamse soldaten en soldaten uit het tegenwoordige Nederland, in het Midden-Oosten, en participeerden in het beleg van Damietta van 1218 te Egypte. Het Friese contigent vertrok echter vroegtijdig naar huis, waarna de belegering mislukte. Steven Runciman beschreef dat de Friezen voor deze desertie de dag na hun aankomst met de dood werden bestraft door een grote vloed die onder meer over Friesland plaatsvond.
Een groot aantal Friezen legde een gelofte af deel te nemen aan de Zevende Kruistocht in 1247 en 1248. Hun gelofte werd echter door paus Innocentius IV omgezet in een bevel om hun heer Willem II, graaf van Holland, te ondersteunen in zijn strijd tegen keizer Frederik II van het Heilige Roomse Rijk, de vijand van paus Innocentius IV.
Friezen namen wel deel aan de Achtste Kruistocht van Lodewijk IX van Frankrijk waarbij Tunis in 1270 werd aangevallen. De Friezen stonden in deze periode onder bescherming van Karel I van Napels toen zij door zijn gebied reisden. Charles beval de seneschalk van Provence om de Friezen en de twee dominicanen die met hen meereisden, 300 marken te vergoeden, die van hen in Marseille werden gestolen.

## Galerij

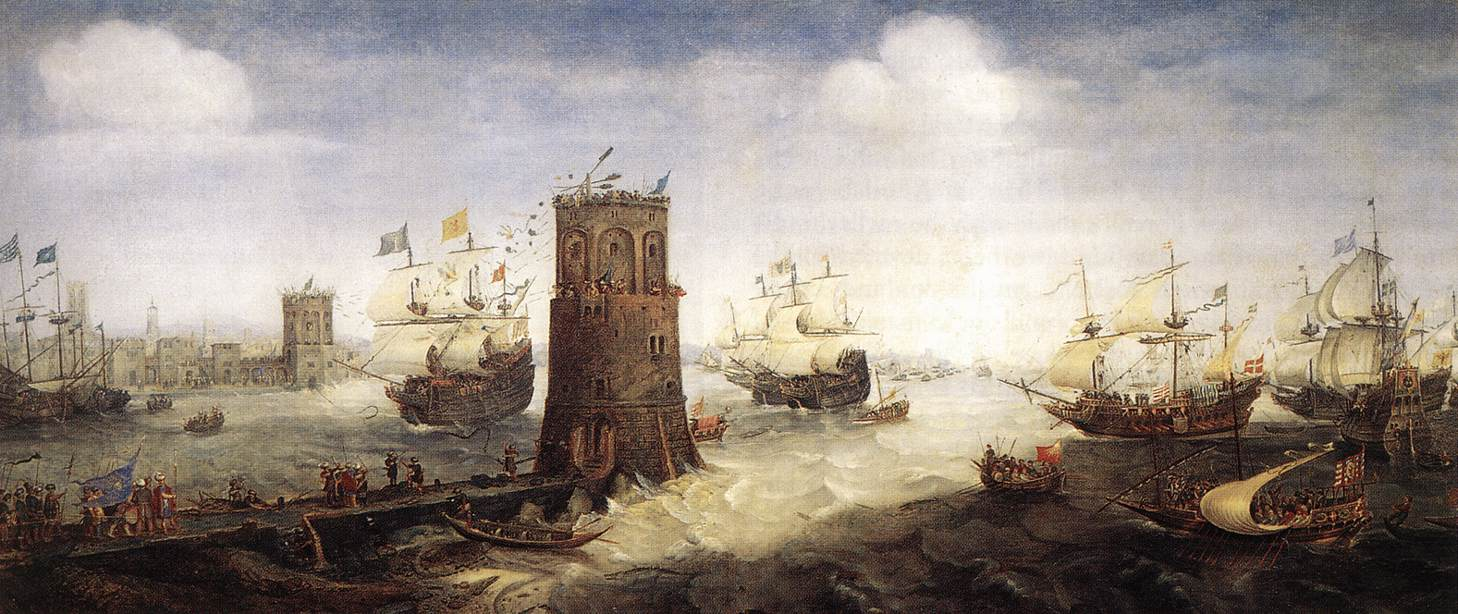
Friese kruisvaarders vallen de toren van Damietta aan. Een schilderij van Cornelis Claesz van Wieringen.
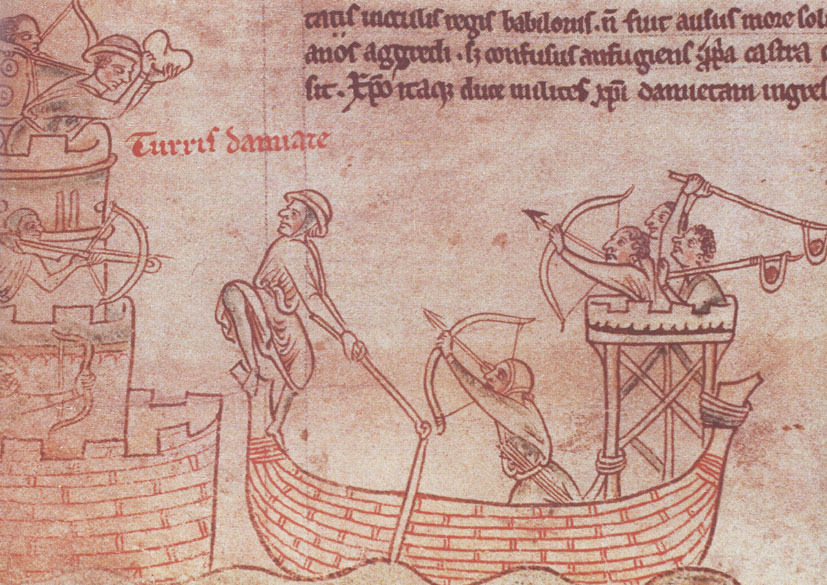
Friezen vallen de toren van Damietta aan. Op de boeg staat een Fries met een dorsvlegel te zwaaien.

## Trivia
De romantiserende geschiedschrijver Ocko Scharlensis beschreef in het boek Croniicke, ende warachtige beschryvinghe van Vrieslant de tocht van acht kruisvaarders, Friese edelen, naar het Heilige Land. Dit werk is echter een geromantiseerde geschiedschrijving van Andreas Cornelius uit 1597.